# أكاديمية البنات لكرة القدم
أكاديمية البنات لكرة القدم، أو أكاديمية الفتيات لكرة القدم، (Girls Football Academy) أو اختصارا GFA، هو نادي كرة قدم لبناني للنساء مقره في بيروت. تأسست في عام 2011 كأول أكاديمية كرة قدم حصرية في الشرق الأوسط ، 
احتلت أكاديمية البنات لكرة القدم اللبنانية، المركز الثالث ثلاث مرات متتالية في الفترة ما بين 2012 و 2014، وكذلك في كأس (FA Cup) سنة 2015-2016،  انسحبوا من البطولة اللبنانية في عام 2017، قبل موسم 2017-18. 

## أول أكاديمية لتدريب كرة القدم للفتيات
تعد أكاديمية البنات لكرة القدم الأولى في لبنان بل وعلى صعيد المنطقة إقليميا المتخصصة في تعليم وتدريب رياضة كرة القدم للفتياة، متاحة لكل طفلة بلغت الثامنة من العمر أو أكثر، بقصد إتقان اللعبة وتعلم التقنيات وتطوير اللياقة البدنية.
تأسست أكاديمة البنات لكرة القدم إداريا (رسميا) عام 2011 وانطلقت رياضيا وفعليا سنة 2012.